# Acanthurus tractus
Acanthurus tractus là một loài cá biển thuộc chi Acanthurus trong họ Cá đuôi gai. Loài cá này được mô tả lần đầu tiên vào năm 1860.

## Từ nguyên
Danh pháp của loài cá này, tractus, trong tiếng Latinh có nghĩa là "vệt, sọc", không rõ hàm ý, có lẽ đề cập đến các sọc mờ màu vàng ở hai bên thân của chúng.

## Phân loại
Trước đây, Acanthurus bahianus được xem là loài có phạm vi phân bố trải dài từ Bắc Đại Tây Dương (bang Massachusetts, Hoa Kỳ và Bermuda) đến Tây Nam Đại Tây Dương (Brasil), bao gồm các hòn đảo ở Trung Đại Tây Dương. Tuy nhiên, quần thể A. bahianus ở Bắc Đại Tây Dương lại có sự khác biệt về hình thái với quần thể ở Trung và Tây Nam Đại Tây Dương. Ngoài ra, sự khác biệt về mặt di truyền học giữa hai quần thể này đã cho thấy, đây là những quần thể của hai loài riêng biệt.
Danh pháp A. bahianus sau đó vẫn được giữ lại để chỉ những quần thể ở Trung và Nam Đại Tây Dương; còn những quần thể ở Bắc Đại Tây Dương được mô tả dưới danh pháp A. tractus, vốn trước đây được cho là danh pháp đồng nghĩa của A. bahianus.

## Phạm vi phân bố và môi trường sống
A. tractus có phạm vi phân bố rộng rãi ở Tây Bắc Đại Tây Dương. Từ bang Bắc Carolina và Bermuda, loài cá này được ghi nhận dọc theo bờ biển phía đông nam Hoa Kỳ, trải dài khắp Antilles; trong vịnh México, A. tractus xuất hiện dọc theo bờ biển Trung México trải dài đến Bắc Venezuela.
A. tractus sống gần các rạn san hô và đá ngầm ở những vùng đáy cát, độ sâu đến 56 m.

## Mô tả
Chiều dài cơ thể tối đa được ghi nhận ở A. tractus là 38 cm. Loài cá này có một mảnh xương nhọn chĩa ra ở mỗi bên cuống đuôi tạo thành ngạnh sắc, là đặc điểm của họ Cá đuôi gai.
Cơ thể của A. tractus có màu nâu xám hoặc màu vàng nâu. Một dải sọc màu xanh lam từ mắt chạy dài xuống đến mõm, và một dải cùng màu bao quanh phần sau của mắt. Phía sau mắt cũng có những vạch ngắn màu vàng tươi. Cuống đuôi có vệt trắng; vây đuôi lõm. Vây ngực trong mờ, có các tia vây màu vàng nâu. Rìa sau của vây đuôi, vây hậu môn và vây lưng có rìa màu xanh ánh kim hoặc trắng.
Trong khi đó, vây lưng của A. bahianus có viền màu cam (hơi đỏ) ở rìa, và rìa vây đuôi có dải viền màu vàng, khác hoàn toàn so với A. tractus.
Số gai ở vây lưng: 9; Số tia vây ở vây lưng: 23 - 26; Số gai ở vây hậu môn: 3; Số tia vây ở vây hậu môn: 21 - 23.

## Sinh thái
Thức ăn của A. tractus là các loại tảo sợi, đôi khi chúng ăn cả cỏ biển. A. tractus thường sống theo nhóm từ năm cá thể trở lên.

## Đánh bắt
A. tractus rất hiếm được đánh bắt nhằm mục đích thương mại cá cảnh, nhưng chúng được xem là một loài cá thực phẩm ở nhiều nơi trong khu vực biển Caribe.